# Upeneus quadrilineatus
 Upeneus quadrilineatus és una espècie de peix de la família dels múl·lids i de l'ordre dels perciformes.

## Morfologia
Els mascles poden assolir els 17 cm de longitud total.

## Distribució geogràfica
Es troba des del sud del Japó fins al sud de la Xina. També a Indonèsia.